# Tipula riveti
Tipula riveti är en tvåvingeart. Tipula riveti ingår i släktet Tipula och familjen storharkrankar.

## Underarter
Arten delas in i följande underarter:
- T. r. riveti
- T. r. tolimensis